# 杏仁紅杏介
杏仁紅杏介（学名：Prunicythere amydaloidea）为光面介科紅杏介屬下的一个种。